# Marília Coutinho
Marília Coutinho (São Paulo, 1963) é uma pesquisadora, educadora multi-disciplinar e atleta brasileira de atletismo de força. 
Mais conhecida por seus estudos em sociologia da ciência, Marilia passou a dedicar-se ao estudo do treinamento de força a partir de 2005.
Foi campeã mundial de powerlifting, ela é irmã da cartunista Laerte.

## Formação e Carreira
Marilia Coutinho graduou-se em Ciências Biológicas pela Universidade de São Paulo em 1985, tem mestrado em Ecologia Química também pela USP (1989), doutorado em Sociologia da Ciência (USP, 1994) e pós-doutorado pela Virginia Polytechnic Institute and State University (1996). 
Foi professora na Universidade da Flórida e na Universidade de Brasília. 
Publicou trabalhos cientificos em diversas revistas científicas internacionais sobre temas ligados à sociologia das ciências da vida e tem centenas de artigos na web sobre os diversos aspectos da atividade física: esporte, imagem corporal, educação física e nutrição.

## Conquistas
- Aos 14 anos, foi campeã brasileira de esgrima.[2]
- 2011 - campeã mundial pela Global Powerlifting Alliance
- 2011 - melhor atleta do ano pela Global Powerlifting Alliance

## Recordes
- Recorde mundial absoluto de agachamento raw com faixa na categoria até 60kg[3]